# Dimorphandra dissimilis
Dimorphandra dissimilis är en ärtväxtart som beskrevs av John Macqueen Cowan. Dimorphandra dissimilis ingår i släktet Dimorphandra och familjen ärtväxter. Inga underarter finns listade i Catalogue of Life.